# Taraclia (Căușeni)
Taraclia è un comune della Moldavia situato nel distretto di Căușeni di 4.280 abitanti al censimento del 2004.